# Алберт Ернст фон Вартенберг
Алберт Ернст фон Вартенберг (на немски: Albrecht Ernst Graf von Wartenberg; * 22 юли 1636, Мюнхен; † 9 октомври 1715, Регенсбург) от фамилията Вителсбахи, е граф на Вартенберг, вай-епископ на Регенсбург (1687 – 1715), титулар-епископ на Лаодикея във Фригия (1688) и историк.

## Живот
Той е третият син на граф Ернст Бено фон Вартенберг (1604 – 1666) и съпругата му графиня Евфросина Сибила фон Хоенцолерн-Зигмаринген (1607 – 1636), вдовица на граф Георг Вилхелм фон Хелфенщайн (1605 – 1627), дъщеря на граф и княз Йохан фон Хоенцолерн-Зигмаринген (1578 – 1638) и графиня Йохана фон Хоенцолерн-Хехинген (1581 – 1634). Внук е на принц Фердинанд Баварски (1550 – 1608) от морганатичния брак с Мария Петембек (1574 – 1619). Правнук е на херцог Албрехт V Баварски (1528 – 1579) и ерцхерцогиня Анна Австрийска (1528 – 1590), дъщеря на император Фердинанд I. Племенник е на Франц Вилхелм фон Вартенберг (1593 – 1661), кардинал, значим княжески епископ на Оснабрюк (1625 – 1661) и Регенсбург (1649 – 1661) и епископствата Ферден (1630 – 1631) и Минден (1631 – 1648). По-малък брат е на граф Йохан Фердинанд Ернст фон Вартенберг (1630 – 1675).
През 1649 г. Алберт Ернст става каноник в Регенсбург и следва в „Колегиум Германикум ет Хунгарикум“ в Рим. На 3 август 1661 г. става катедрален капитулар в Регенсбург и е ръкоположен за свещеник на 25 март 1662 г. Следващата година той е императорски дворцов „предигер“ във Виена (Capellanus Imperialis).
През 1662 – 1715 г. последва чичо си Франц Вилхелм фон Вартенберг като пропст на „Св. Касиус“ в Бон. През 1687 г. той е номиниран за вай-епископ в Регенсбург, папското потвърждение и назначаването му за титулар-епископ на Лаодикея във Фригия е през 1688 г. и на 16 май е помазан в катедралата на Регенсбург за епископ. Вартенберг служи 27 години като вай-епископ в Регенсбург.

През 1713 г. в Регенсбург избухва чумата, измират 7 000 души. Алберт Ернст остава в града, за да се грижи за болните и умиращите.
Алберт Ернст фон Вартенберг е и историк. Пише произведението от 400 страници: „Ursprung und Herkommen der Vormahls Herrlich-und Königlichen Haupt Statt Noreja, anjetzo Regens-Burgg“. Той се интересува и от разкопки.
Умира на 79 години на 9 октомври 1715 г. в Регенсбург и е погребан в катедралата на Регенсбург.